# Deg

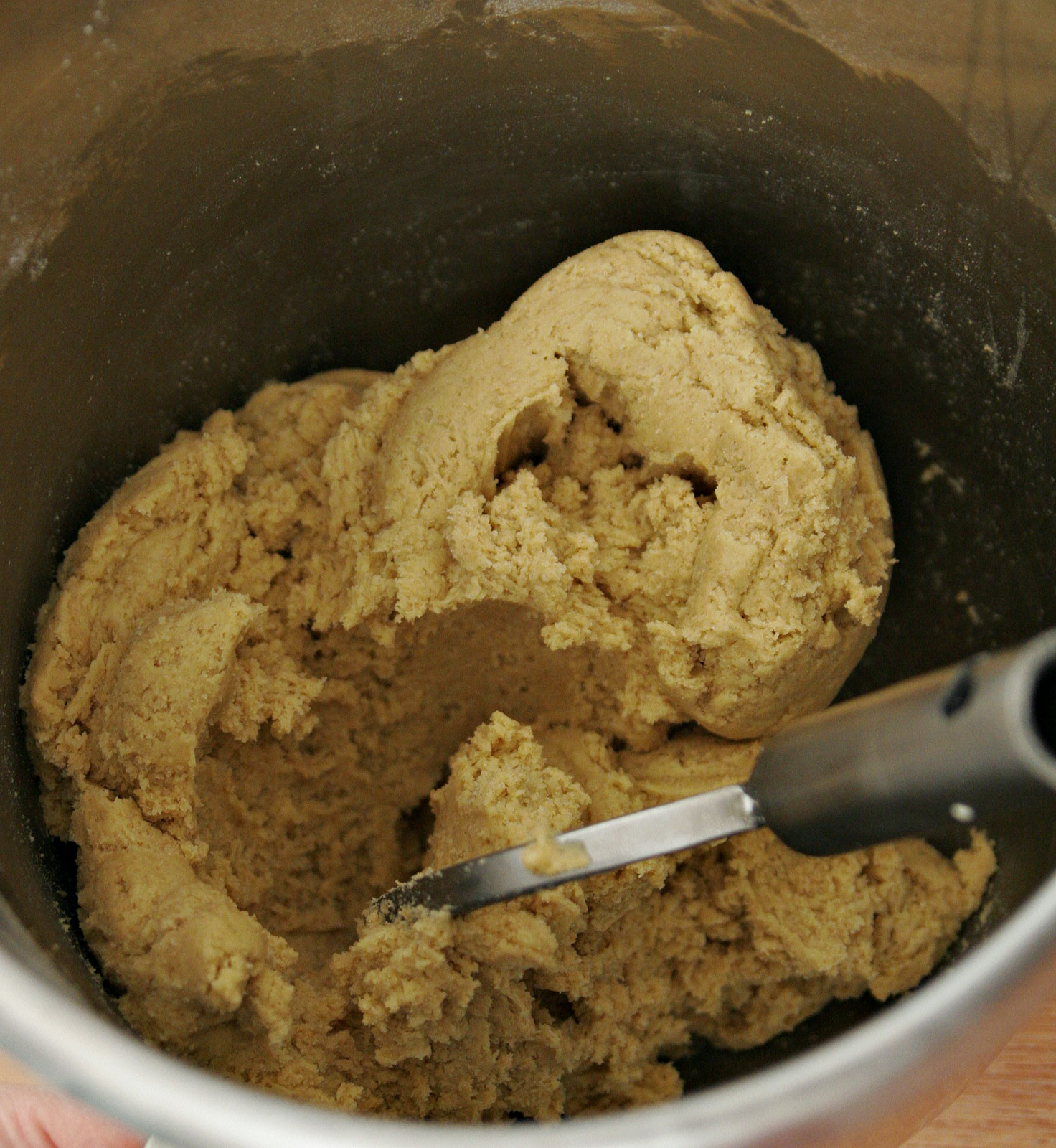
Deg

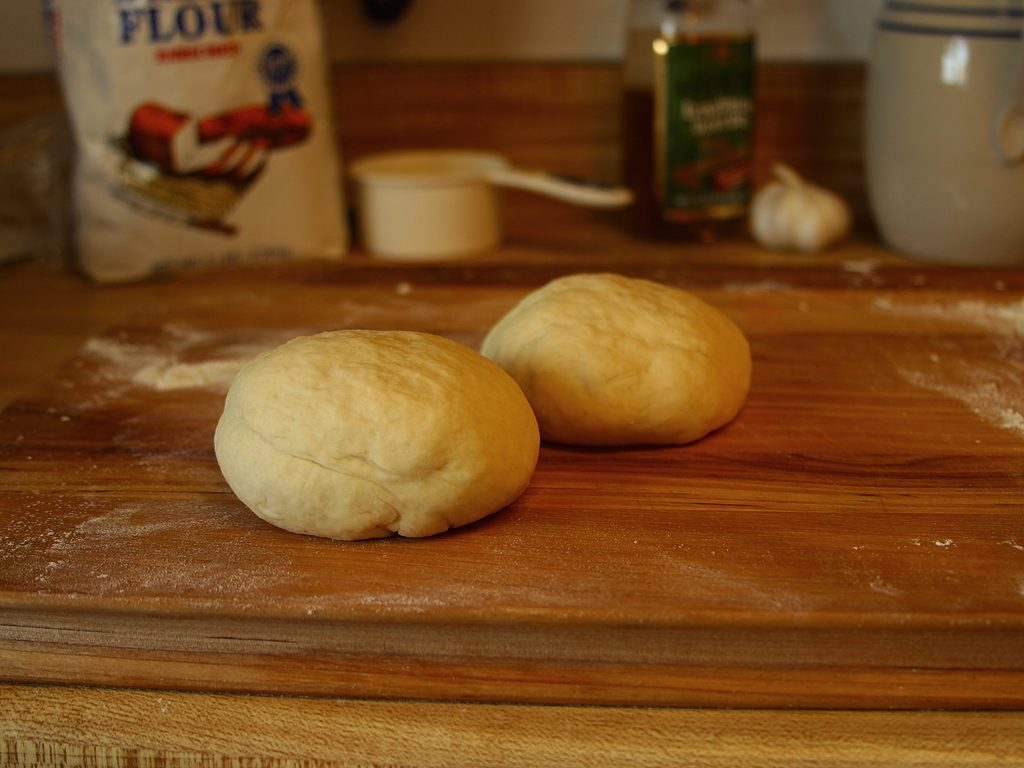
Pizzadeg

Deg är en blandning av mjölfint pulver och någon vätska. Blandningen sker genom knådning för hand eller med maskin. Ordet deg avser vanligen den blandning av malen spannmål (mjöl) och vatten eller mjölk samt andra ingredienser som används för beredning av bröd. Det är viktigt att fullständig likformighet i produkten erhålls och att alltså smärre eller större bollar av torrt mjöl inuti degmassan undviks.
Deg kan användas om massa av vad ämne eller vilka ämnen som helst som till sin konsistens mer eller mindre liknar bakdeg.
Deg är även ett slangord för pengar.